# Acacia latistipulata
Acacia latistipulata é uma espécie de leguminosa do gênero Acacia, pertencente à família Fabaceae.